# Капитолівська сільська рада
Капито́лівська сільська́ ра́да — адміністративно-територіальна одиниця та орган місцевого самоврядування в Ізюмському районі Харківської області. Адміністративний центр — село Капитолівка.

## Загальні відомості
- Територія ради: 76,97 км²
- Населення ради: 1 878 осіб (станом на 2001 рік)
- Територією ради протікає річка Сіверський Дінець.

## Населені пункти
Сільській раді були підпорядковані населені пункти:
- с. Капитолівка
- с. Діброва

## Склад ради
Рада складалася з 16 депутатів та голови.
- Голова ради: Євченко Костянтин Олександрович
- Секретар ради: Дудченко Ольга Григорівна

### Керівний склад попередніх скликань
| Прізвище, ім'я, по батькові     | Основні відомості                                                                                  | Дата обрання | Дата звільнення |
| ------------------------------- | -------------------------------------------------------------------------------------------------- | ------------ | --------------- |
| Прудкий Степан Петрович         | Сільський голова, 1956 року народження, освіта вища, член Всеукраїнського об'єднання «Батьківщина» | 26.03.2006   | 31.10.2010      |
| Прудкий Степан Петрович         | Сільський голова, 1956 року народження, освіта вища, член Всеукраїнського об'єднання «Батьківщина» | 31.10.2010   | 25.10.2015      |
| Євченко Костянтин Олександрович | Сільський голова, 1970 року народження, освіта вища, позапартійний                                 | 25.10.2015   |                 |

Примітка: таблиця складена за даними сайту Верховної Ради України

### Депутати
За результатами місцевих виборів 2010 року депутатами ради стали:

#### За суб'єктами висування
| Суб'єкт висування    | Кількість обраних депутатів | %    |
| -------------------- | --------------------------- | ---- |
| Партія регіонів      | 14                          | 87,5 |
| Партія «Відродження» | 1                           | 6,3  |
| Самовисування        | 1                           | 6,3  |

#### За округами
| № округу             | Прізвище, ім'я, по батькові       | Дата визнання обраним | Освіта  | Партійна приналежність    | Відомості про обраного депутата                                |
| -------------------- | --------------------------------- | --------------------- | ------- | ------------------------- | -------------------------------------------------------------- |
| Партія «ВІДРОДЖЕННЯ» |                                   |                       |         |                           |                                                                |
| 3                    | Пацера Зінаїда Іванівна           | 03.11.2010            | середня | член Партії «ВІДРОДЖЕННЯ» | пенсіонер                                                      |
| Партія регіонів      |                                   |                       |         |                           |                                                                |
| 1                    | Гегельський Валерій Володимирович | 03.11.2010            | вища    | член Партії регіонів      | Ізюмський Лісгосп, міський                                     |
| 2                    | Теплоухов Володимир Морецович     | 03.11.2010            | середня | позапартійний             | пенсіонер                                                      |
| 4                    | Дудченко Ольга Григорівна         | 03.11.2010            | вища    | член Партії регіонів      | Капитолів-ська сільська рада, секретар                         |
| 5                    | Журавльова Тетяна Павліна         | 03.11.2010            | вища    | член Партії регіонів      | Капитолівська загальноосвітня школа, вчитель початкових класів |
| 6                    | Ісаченкова Юлія Миколаївна        | 03.11.2010            | вища    | член Партії регіонів      | ТерцентрІзюмськоїРДА, соціаль-ний робітник                     |
| 7                    | Лапіна Галина Григорівна          | 03.11.2010            | вища    | позапартійна              | ДП ДАК"Хліб України"ІДКХП, головний бухгалтер                  |
| 8                    | Лісняк Людмила Олександрівна      | 03.11.2010            | середня | член Партії регіонів      | Капитолів-ська сільська рада, інспектор з обліку               |
| 9                    | Солодовнік Надія Володимирівна    | 03.11.2010            | вища    | позапартійна              | Капитолів-ський ДНЗ, завідувачка ДНЗ                           |
| 10                   | Костенко Марина Ростиславівна     | 03.11.2010            | вища    | член Партії регіонів      | Ізюмська районнаЛікарня, сімейний лікар                        |
| 12                   | Лагоша Людмила Іванівна           | 03.11.2010            | вища    | член Партії регіонів      | Капитолівська загальноосвітня школа, психолог                  |
| 13                   | Васнєцова Світлана Володимирівна  | 03.11.2010            | середня | член Партії регіонів      | ТерцентрІзюмськоїРДА, соціальний робітник                      |
| 14                   | Клименко Олександр Григорович     | 03.11.2010            | середня | позапартійний             | ТерцентрІзюмськоїРДА, соціальний робітник                      |
| 15                   | Клименко Юлія Михайлівна          | 03.11.2010            | середня | позапартійна              | Капитолів-ська АЗ ПСМ, медичнасестра                           |
| 16                   | Злобіна Ірина Анатоліївна         | 03.11.2010            | середня | член Партії регіонів      | Капитолівська загальноосвітня школа, завгосп                   |
| Самовисування        |                                   |                       |         |                           |                                                                |
| 11                   | Кукочка Наталія Миколаївна        | 03.11.2010            | вища    | позапартійна              | Капитолівська загальноосвітня школа, вчитель української мови  |

## Населення
Згідно з переписом УРСР 1989 року чисельність наявного населення сільської ради становила 1832 особи, з яких 864 чоловіки та 968 жінок.
За переписом населення України 2001 року в сільській раді мешкали 1863 особи.

### Мова
Розподіл населення за рідною мовою за даними перепису 2001 року:
| Мова       | Відсоток |
| ---------- | -------- |
| українська | 90,52 %  |
| російська  | 9,05 %   |
| вірменська | 0,16 %   |
| інші       | 0,27 %   |